# B'Tower
De B'Tower is een multifunctioneel gebouw in de Nederlandse stad Rotterdam. Het is 70 meter hoog en telt 19 verdiepingen.
De entree van het gebouw is op de hoek van de Lijnbaan en de Koopgoot naast De Bijenkorf. Op de eerste twee verdiepingen bevindt zich een winkel en daarboven bevinden zich twee verdiepingen met parkeerplaatsen. Weer daarboven bevinden zich 15 verdiepingen met appartementen.
De bouw van de B'Tower verliep niet vlekkeloos. Op 21 oktober 2010 stortte 300 meter vloeroppervlak naar beneden, terwijl men op de derde verdieping bezig was met het storten van beton. Hierbij vielen 5 bouwvakkers zo'n 11 meter naar beneden en raakten zij zwaargewond. Als gevolg van dit ongeluk kwam de bouw enkele maanden stil te liggen. Op 21 februari 2011 kon de bouw worden hervat.